# Сан Роко (Тревизо)
Сан Роко је насеље у Италији у округу Тревизо, региону Венето.
Према процени из 2011. у насељу је живело 543 становника. Насеље се налази на надморској висини од 58 м.